# Élie Deworme
Élie Deworme (geboren 9. April 1932 in Ellezelles, Provinz Hennegau) ist ein ehemaliger belgischer Politiker der Belgischen Sozialistische Partei (BSP) sowie zuletzt der Parti Socialiste (PS), der unter anderem Minister und Staatssekretär in mehreren Regierungen von Premierminister Wilfried Martens war.

## Leben

### Studium, Lehrtätigkeit und Kommunalpolitiker
Deworme war nach dem Schulbesuch Literaturlehrer an der École Normale in Nivelles und nahm 1952 ein Studium der Pädagogik an der Université libre de Bruxelles (ULB) auf. Daneben war er zwischen 1957 und 1962 zunächst Lehrer sowie anschließend bis 1962 Schulleiter in Lessines. Nach Abschluss seines Studiums mit einem Lizenziat in Erziehungswissenschaften 1962 war er anfangs Berater am Psychologischen Zentrum von Brüssel, ehe er 1963 eine Professur für Psychopädagogik an der École Normale de l’État in Virton aufnahm und dort bis 1973 unterrichtete.
Mitte der 1960er Jahre begann Deworme seine politische Laufbahn in der Kommunalpolitik und vertrat von 1965 bis 1972 die Belgische Sozialistische Partei (BSP) im Gemeinderat von Ethe-Belmont und war zeitgleich Bürgermeister dieses Ortes. Im Anschluss war er 1972 kurzzeitig Mitglied des Provinzialrates der Provinz Luxemburg und danach zwischen 1972 und 1978 Ständiger Deputierter des Provinzialrates der Provinz Namur.

### Senator, Minister und Staatssekretär
Anfang 1979 wurde Deworme erstmals Mitglied des Senats von Belgien und vertrat dort bis 1981 die Provinz Namur. und danach zwischen 1981 und 1985 die Provinz Lüttich.
Am 18. Mai 1980 berief ihn Premierminister Wilfried Martens zum Minister für öffentliche Arbeiten in dessen dritte Regierung, der er bis zum 22. Oktober 1980 angehörte. Danach übernahm er in der vierten Regierung Martens am 22. Oktober 1980 das Amt eines Staatssekretärs für die Wallonische Region und war mit der Zuständigkeit für Wasser, Urbanismus, Raumplanung und Umwelt dem Minister für die Wallonische Region, Jean-Maurice Dehousse, beigeordnet. Zugleich war er zwischen 1980 und 1981 Mitglied des neu geschaffenen Regionalrates der Wallonischen Region. Nachdem Guy Spitaels 1981 Nachfolger von André Cools als Vorsitzender der 1978 aus der Belgischen Sozialistischen Partei hervorgegangenen wallonischen Parti Socialiste (PS) geworden war, trat Deworme von seinem Amt als Staatssekretär zurück und wurde von Guy Coëme abgelöst.

### Späteres Engagement in Kommunalpolitik und Föderaler Regierung
Deworme, der zwischen 1981 und 1985 Mitglied des Senats für die Provinz Lüttich war, engagierte sich Mitte der 1980er Jahre wieder stärker in der Kommunalpolitik und war von 1983 bis 1994 Mitglied des Gemeinderates von Virton sowie von Januar 1983 bis Oktober 1988 Schöffe (Beigeordneter) von Virton für öffentliche Arbeiten, Gebäude, Verwaltung und Sport.
Am 10. Mai 1988 wurde Deworme, der zwischen 1985 und 1987 Mitglied des Senats für die Provinz Luxemburg war und seit Dezember 1987 bis zum 12. April 1995 dem Senat als direkt gewähltes Mitglied für die Arrondissements Arlon, Bastogne und Marche-en-Famenne angehörte, von Premierminister Martens wieder in die föderale Regierung Belgiens berufen. Er fungierte vom 10. Mai 1988 bis zum 7. März 1992 in der achten und neunten Regierung Martens als Staatssekretär für Energie und war in dieser Position Wirtschaftsminister Willy Claes beigeordnet.
Bei den Gemeinderatswahlen vom 9. Oktober 1988 wurde Deworme als erster Sozialist zum Bürgermeister von Virton gewählt und bekleidete dieses Amt bis Juni 1992, wobei er die Amtsführung während seiner Mitgliedschaft in der föderalen Regierung zwischen Oktober 1988 und März 1992 ruhen ließ und diese von seinem Stellvertreter wahrgenommen wurde. Neben seiner Senatszugehörigkeit war er von 1988 bis 1995 abermals Mitglied des Regionalrates der Wallonischen Region.
Neben seiner politischen Tätigkeit engagiert er sich seit mehreren Jahren in den Bildungspolitik und ist seit 1991 Verwaltungsratsmitglied der Universitätsstiftung der Provinz Luxemburg sowie Förderer des Collège Européen de Technologie. Zuletzt war er 1997 Präsident der Aufsichtskommission der Parti Socialiste. 